# Memphis proserpina
Espèce
Memphis proserpina est une espèce d'insectes lépidoptères (papillons) de la famille des Nymphalidae, de la sous-famille des Charaxinae et du genre Memphis.

## Dénomination
Memphis proserpina a été décrit par Osbert Salvin en 1869 sous le nom initial de Paphia proserpina.
Synonyme : Anaea proserpina ; Godman & Salvin, [1884].

### Sous-espèces
- Memphis proserpina proserpina ;  présent au Guatemala.
- Memphis proserpina elara (Godman & Salvin, 1897) ; présent au Costa Rica et à Panama.
- Memphis proserpina kingi (Miller & Nicolay, 1971) ; présent à Panama.
- Memphis proserpina schausiana (Godman & Salvin, 1894) ; présent au Mexique[1].

### Nom vernaculaire
Memphis proserpina se nomme Proserpina Leafwing en anglais.

## Description
Memphis proserpina est un papillon aux ailes antérieures à bord costal bossu et angle interne en crochet . Chaque aile postérieure porte une queue parfois minime.
Le dessus est bleu marine avec aux ailes antérieures une partie basale bleu métallisé et une ligne de grosses taches bleu métallisé soulignant l'apex, et aux ailes postérieures une large suffusion bleu métallisé.
Le revers est marron roux à reflets métallisés et simule une feuille morte.

## Écologie et distribution
Memphis proserpina est présent au Mexique, au Guatemala, au Costa Rica et à Panama.

### Protection
Pas de statut de protection particulier.